# Amaranthus greggii
Amaranthus greggii är en amarantväxtart som beskrevs av Sereno Watson. Amaranthus greggii ingår i släktet amaranter, och familjen amarantväxter. Inga underarter finns listade i Catalogue of Life.